# Chamaeangis spiralis
Chamaeangis spiralis är en orkidéart som beskrevs av Tariq Stévart och Droissart. Chamaeangis spiralis ingår i släktet Chamaeangis och familjen orkidéer. Inga underarter finns listade i Catalogue of Life.